# Sur la route (chanson)
Pour les articles homonymes, voir Sur la route (homonymie).
Singles de Gérald de Palmas
Comme une ombre
(1995)
Pistes de La Dernière Année
Sans recours Si j'étais vous
Sur la route est le premier single solo de Gérald de Palmas, présente sur son premier album, La Dernière Année, sorti le 27 septembre 1994. L'une des plus connues du répertoire de l'artiste, elle lui a inspiré le nom de son best-of, Sur ma route, sorti en 2011.

## Liste des pistes
Toutes les chansons sont écrites et composées par Gérald de Palmas.
| No | Titre        | Durée |
| -- | ------------ | ----- |
| 1. | Sur la route | 3:41  |
| 2. | Vérité       | 4:02  |

## Classement par pays
| Classement (1994) | Meilleure position |
| ----------------- | ------------------ |
| France (SNEP)     | 14                 |

## Adaptations étrangères
Xander de Buisonjé (nl) a chanté une adaptation en néerlandais, intitulée Naar de kroeg, sur son album Succès, paru en 2005.

## Reprises
- 2004: Pascal, John, Geoffrey et Simongad (Nouvelle Star 2) dans L'album des finalistes
- 2012: Garou dans l'album Rhythm and Blues